# Tzitzit

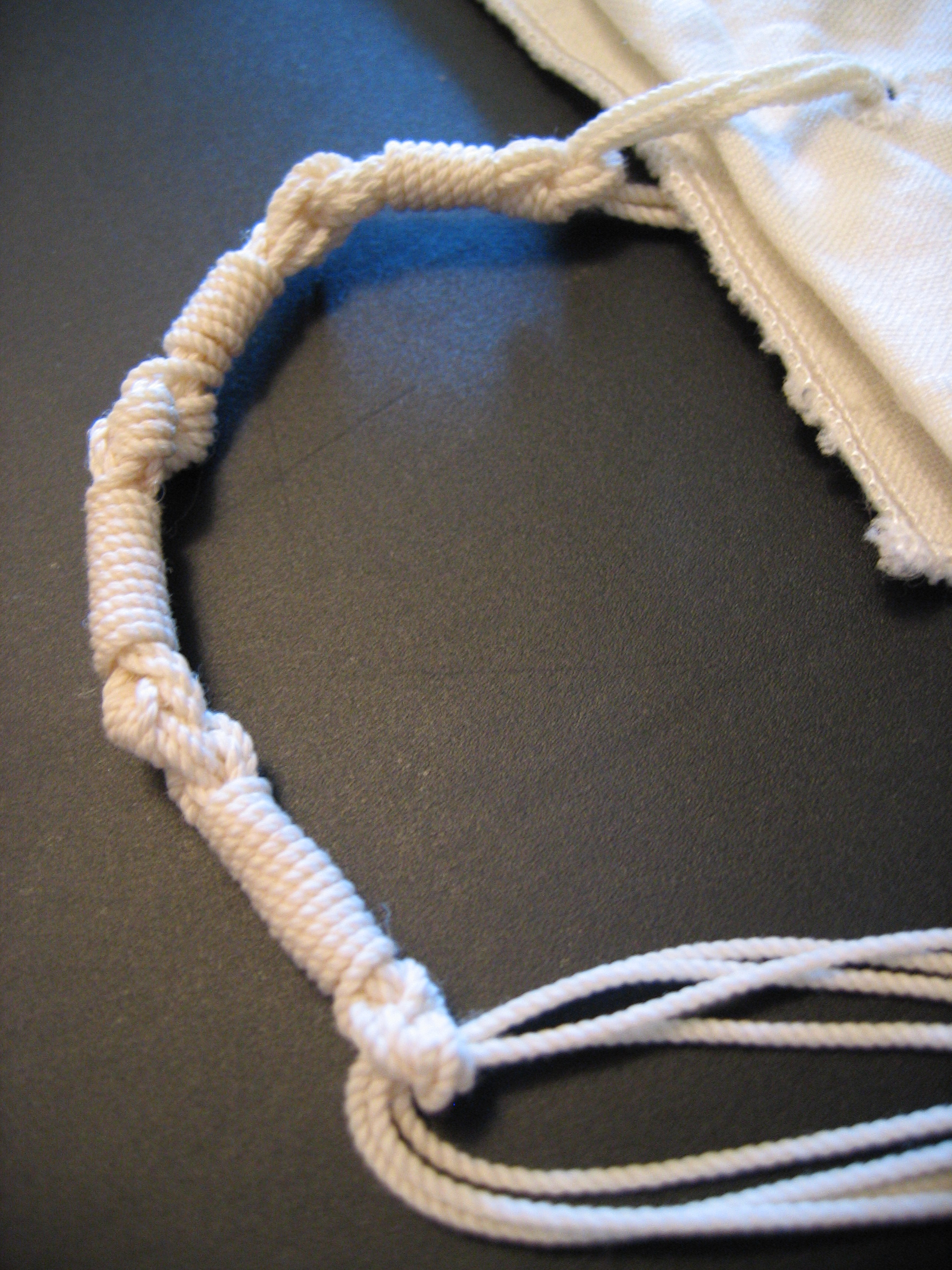
Tzitzit.

Tzitzit (en hebreo: ציצת‎ o ציצית) es el nombre dado a los flecos del talit, que sirven como medio de rememoranza de los mandamientos de Dios.

## Origen
La mitzvá de usar tzitzit se encuentra en dos pasajes de la Torá:

Que hagan para ellos tzitzit (flecos) sobre las esquinas de sus vestimentas, a lo largo de sus generaciones y pondrán sobre el tzitzit de cada esquina un hilo de color azul celeste. Y será para ustedes tzitzit, para que lo vean y se acuerden de todos los mandamientos del Eterno y los cumplan y no exploren tras de sus pensamientos y tras de sus ojos, en pos de los cuales ustedes se corrompen; a fin de que recuerden y cumplan todos Mis mandamientos y sean santos para con su Dios (Números 15:38-41).

Flecos harás para ti y te las pondrás en las cuatro esquinas de tu vestimenta con la que te cubres (Deuteronomio 22:12).

Rabí Shimon bar Yojai:
"Cuando el hombre se levanta en la mañana y se coloca
los tefilin y tzitzit, la Shejiná (Gloria divina)
se posa sobre él y proclama: ‘Tú eres Mi siervo,
Israel, a través del cual Seré Glorificado".

Los judíos hoy día usan sólo tzitzit de color natural o blanco, puesto que creen que no es posible obtener el tinte azul obligatorio de la mitzvá. De acuerdo con el judaísmo, este azul no puede obtenerse, por lo que no se usa. Este tinte se obtenía de un molusco marino, cuya identificación actual es incierta. Algunos investigadores en Israel creen que han encontrado al molusco y, por lo tanto, utilizan hilos azules conforme está escrito. Los judíos caraítas creen que se puede usar cualquier azul, así que lo emplean en el tzitzit.